# Valeri Popenchenko
Valeri Popenchenko (26 de agosto de 1937 – 15 de fevereiro de 1975) foi um boxeador soviético, campeão olímpico.

## Carreira
Popenchenko começou o boxe em 1948 e, em 1959, conquistou seu primeiro título soviético. Ele conquistou a medalha de ouro nos Jogos Olímpicos de Verão de 1964 em Tóquio, após derrotar o alemão Emil Schulz na categoria peso médio e consagrar-se campeão. Aposentou-se em 1965 e recebeu a Ordem da Bandeira Vermelha do Trabalho.